# امعجمان (لودر)

تعديل مصدري - تعديل

امعجمان هي إحدى قرى عزلة زارة بمديرية لودر التابعة لمحافظة أبين، بلغ تعداد سكانها 246 نسمة حسب تعداد اليمن لعام 2004.